# Джеферсън (окръг, Мисисипи)
Вижте пояснителната страница за други населени места с името Джеферсън.
Окръг Джеферсън (на английски: Jefferson County) е окръг в щата Мисисипи, Съединени американски щати. Площта му е 1365 km², а населението - 9740 души (2000). Административен център е град Файет.